# Viñuela de Sayago
Viñuela de Sayago es una localidad española perteneciente al municipio de Alfaraz de Sayago (Zamora, Castilla y León).

## Toponimia
Su topónimo nos remite a un posible origen romanizador, en cuanto que Viñuela puede derivar de ‘vineola’, diminutivo de vinea (viña). Posiblemente por la existencia en esta localidad de una viña de pequeñas dimensiones.

## Geografía física

### Ubicación
Viñuela de Sayago es una localidad pedánea del municipio de Alfaraz de Sayago que, a su vez, pertenece a la provincia de Zamora y a la comunidad autónoma de Castilla y León. 
Esta localidad se encuentra situado en la zona más meridional de la provincia de Zamora, limitando parte de su término con la provincia de Salamanca. Además, pertenece a la histórica y tradicional comarca de Sayago, encontrándose también situada en la zona más meridional de esta comarca, junto a la comarca salmantina de Tierra de Ledesma.
Alfaraz, la capital municipal, y Viñuela son los dos núcleos de población que conforman el municipio. En el pasado, también Escuadro formó parte de este municipio, aunque actualmente es una localidad pedánea del municipio de Almeida de Sayago.
El municipio pertenece, desde 1986, a la mancomunidad Sayagua. Esta última es una agrupación voluntaria de municipios de la comarca de Sayago, constituida para la prestación del servicio de abastecimiento de agua, la realización de obras de interés común y la ejecución de cualquier otro servicio de competencia municipal.
| Noroeste: Fresno de Sayago | Norte: Figueruela de Sayago | Noreste: Peñausende     |
| Oeste: Escuadro            |                             | Este: Peñausende Santiz |
| Suroeste Alfaraz de Sayago | Sur: Alfaraz de Sayago      | Sureste: Santiz         |

### Geología
Se asienta sobre la penillanura sayaguesa, una extensa zona relativamente llana con una altitud media de 750 m. Su aparente horizontalidad, es matizada con la presencia de tesos, berrocales, hondonadas y riveras. Geológicamente se encuentra situado en la zona norte de la zona centroibérica del macizo ibérico o hespérico que forma parte de la cadena hercínica europea. Se encuentra formada, esencialmente, por materiales de la edad paleozoica (350 m.a.). Afloran en la zona fundamentalmente materiales ígneos y metamórficos, además de pequeños recubrimientos terciarios y cuaternarios.
Su casco urbano está situado en un llano, a la orilla izquierda del arroyo Palemavos.

### Clima
El clima de Viñuela, al igual que de la restante penillanura de Sayago, es mediterráneo continentalizado, con un invierno que suele comenzar en noviembre y prolongarse hasta mediados de junio, verano caluroso y muy seco, mientras que cuenta con primaveras y otoños muy cortos. En general, el índice pluviométrico es bajo a lo largo del año, excepto los meses de invierno.

## Historia
Su topónimo nos remite a un posible origen romanizador, en cuanto que Viñuela puede derivar de ‘vineola’, diminutivo de vinea (viña). Este origen se ve respaldado con el dato de que por esta localidad pasaba la calzada romana que unía las localidades de Zamora y Ledesma, siendo además esta vía uno de los principales elemento vertebradores de la comarca de Sayago.
Se desconocen datos del periodo de dominación musulmán. En cualquier caso, Viñuela se integró definitivamente en el Reino de León en el 939, tras la victoria de las tropas de la coalición cristiana que encabezó Ramiro II de León, “el Grande”, sobre el ejército musulmán del Abd al-Rahman III en la batalla de Simancas. La derrota de las huestes califales permitió el avance de la frontera leonesa que pasó del río Duero al río Tormes. Además, se inició sobre el territorio conquistado un proceso repoblador que supuso la ocupación de los castros existentes –por ser puntos centrales de la organización indígena preexistente- y la colmatación del espacio mediante la creación o la restructuración de asentamientos. Viñuela pudo ser una de las localidades sayaguesas que ya estaban pobladas, dada su situación junto a la calzada que unía las localidades de Zamora y Ledesma, una de las principales vías de comunicación que cruzaban la comarca de Sayago.
Existen varias referencias documentales que citan a Viñuela en el siglo XVIII. Una de ellas en el padrón de 1763 y otra del geógrafo Tomás López nos ofrece una descripción detallada del territorio sayagués de finales de siglo.
En el siglo XIX, la división provincial de 1833 encuadró Viñuela en la provincia de Zamora y la Región Leonesa, la cual, como todas las regiones españolas de la época, carecía de competencias administrativas. Un año después Viñuela fue adscrita al partido judicial de Bermillo de Sayago.
Hasta la reforma de la nomenclatura municipal de 1916 el municipio se llamaba simplemente Viñuela. En dicha fecha su nombre fue modificado por el de Viñuela de Sayago.
En los años 1960 este municipio desaparece para integrarse en el municipio de Alfaraz de Sayago. Tras la constitución de 1978, Viñuela pasó a formar parte en 1983 de la comunidad autónoma de Castilla y León, en tanto localidad adscrita a un municipio de la provincia de Zamora. En 1983, tras la supresión del partido judicial de Bermillo de Sayago, Viñuela junto con Alfaraz se integraron en el actual partido judicial de Zamora.

## Geografía humana

### Demografía
| Gráfica de evolución demográfica de Viñuela de Sayago entre 1842 y 1960 |
| |
| Población de derecho según los censos de población del INE Población de hecho según los censos de población del INEEn este censo se denominaba Viñuelo: 1842 En estos censos se denominaba Viñuela: 1857, 1860, 1877, 1887, 1897, 1900 y 1910 Entre el censo de 1970 y el anterior, este municipio desaparece porque se integra en el municipio 49005 (Alfaraz) |

| 2000 | 2005 | 2010 | 2015 | 2018 |
| 73   | 73   | 59   | 57   | 47   |

### Economía
Su economía se basa en los ingresos de la ganadería, principalmente, y de la agricultura.

## Patrimonio
- Iglesia parroquial de San Pedro. Edificio de estructura románica y un campanario construido con posterioridad, en el que se puede observar una espadaña que lleva adosada una redonda torrecilla de cubierta escalonada para las escaleras. En su atrio se encuentra un Calvario formado por tres cruces de piedra. Su interior contiene imágenes del siglo XVI y retablo del siglo XVIII.[17]
- Fuente Beber. Fuente de piedra labrada. En las proximidades existen otras dos, situadas junto a las eras.

## Cultura
Acontecimientos culturales
Durante el treinta y uno de diciembre y el día siguiente por la mañana, tiene lugar una mascarada de invierno, denominada la “vaca vayona”. Para la ocasión, uno de los lugareños se disfraza con una máscara o careta de corcho con cuernos naturales, un gran cencerro que cuelga en el pecho, una tornadera y unas sayas desarrapadas de mujer. Con estas guisas recorre toda la población, acometiendo a todos los moradores del lugar con el fin de conseguir su aportación monetaria o en especie.
Fiestas
La fiesta principal es el ocho de septiembre, en honor a su patrona Nuestra Señora de la Natividad. También es celebrado San Isidro, el 15 de mayo.